# Spanțov (gmina)
Spanțov – gmina w Rumunii, w okręgu Călărași. Obejmuje miejscowości Cetatea Veche, Spanțov i Stancea. W 2011 roku liczyła 4605 mieszkańców. 